# Festina Blank
Festina Blank SSpS (* 15. November 1904 in Bildechingen; † 6. Februar 1944 in der Bismarcksee) war eine deutsche Steyler Missionsschwester und Märtyrin.

## Leben
Katharina Blank, zweites von 6 Kindern eines Metzgers, trat am 21. April 1931 im Alter von 26 Jahren in Oberdischingen in das Missionshaus der Steyler Missionsschwestern ein, in dem sich ihre leibliche Schwester Bilhilda Blank (1909–1999) bereits befand. Sie begann am 6. Januar 1932 das Noviziat unter dem Ordensnamen Festina (nach lateinisch festina = die rastlos Tätige). Die Zeitlichen Gelübde legte sie am 6. Januar 1934 ab. Dann arbeitete sie in einer Krankenhausküche in Kerkrade. Sie reiste am 13. August 1935 mit anderen nach Alexishafen in die Papua-Neuguinea-Mission, wo sie am 8. Dezember 1939 die Ewigen Gelübde ablegte. Sie wirkte in Bogia und Wewak als Köchin.
Nach der Besetzung Neuguineas durch die japanischen Invasionstruppen 1942 wurde sie zusammen mit Bischof Franziskus Wolf und zahlreichen Mitbrüdern und Missionsschwestern in einem Sammellager auf der Vulkaninsel Manam interniert, wo sie an Unterernährung litten und an Malaria erkrankten. Am 5. Februar gingen sie unter Protest auf das japanische Transportschiff Yorishime Maru, das am 6. Februar nachts von der amerikanischen Luftwaffe angegriffen wurde. Es starben 46 Menschen, darunter Festina Blank. Eine Gedenkstätte befindet sich in Alexishafen.

## Gedenken
Die Römisch-katholische Kirche in Deutschland hat Schwester Festina Blank als Märtyrin in das deutsche Martyrologium des 20. Jahrhunderts aufgenommen.